# Discographie de Disclosure
La discographie du groupe de musique électronique britannique Disclosure se compose de quatre albums studio, dix EP, et 24 singles.

## Albums

### Albums studio
| Titre   | Détails                                                                                        | Positions | Positions | Positions | Positions | Positions | Positions | Positions | Positions | Positions | Positions | Positions | Positions | Certifications                 |
| Titre   | Détails                                                                                        | R-U       | ÉCO       | AUS       | BEL (FL)  | BEL (WAL) | FRA       | É-U       | É-U Dance | IRL       | NOR       | P-B       | SUI       | Certifications                 |
| ------- | ---------------------------------------------------------------------------------------------- | --------- | --------- | --------- | --------- | --------- | --------- | --------- | --------- | --------- | --------- | --------- | --------- | ------------------------------ |
| Settle  | - Date de sortie : 3 juin 2013 - Label : PMR Records - Formats : CD, LP, téléchargement        | 1         | 5         | 5         | 8         | 76        | 84        | 38        | 2         | 10        | 19        | 25        | 76        | - BPI: Platine - ARIA: Platine |
| Caracal | - Date de sortie : 25 septembre 2015 - Label : PMR Records - Formats : CD, LP, téléchargement  | 1         | 4         | 2         | 6         | 14        | 28        | 9         | 1         | 3         | 16        | 7         | 14        | - BPI: Or                      |
| Energy  | - Date de sortie : 28 août 2020 - Label : PMR Records - Formats : CD, LP, téléchargement       | 4         | 8         | 12        | 65        | 92        | 104       | 48        | 3         | 11        | —         | 25        | 38        | - BPI: Argent                  |
| Alchemy | - Date de sortie : 14 juillet 2023 - Label : Apollo Records - Formats : CD, LP, téléchargement | —         | —         | —         | —         | —         | —         | —         | 15        | —         | —         | —         | —         |                                |

### Album studio remixé
| Titre               | Détails                                                                                             |
| ------------------- | --------------------------------------------------------------------------------------------------- |
| Settle: The Remixes | - Date de sortie : 3 décembre 2013 - Label : PMR Records - Formats : CD, LP, téléchargement digital |

## Singles
| Titre                                                                             | Année | Positions | Positions | Positions | Positions | Positions | Positions | Positions | Positions | Positions | Positions | Positions | Positions | Certifications                                                        | Album               |
| Titre                                                                             | Année | R-U       | ÉCO       | AUS       | BEL (FL)  | BEL (WAL) | CAN       | É-U       | É-U Dance | FRA       | IRE       | P-B       | SUI       | Certifications                                                        | Album               |
| --------------------------------------------------------------------------------- | ----- | --------- | --------- | --------- | --------- | --------- | --------- | --------- | --------- | --------- | --------- | --------- | --------- | --------------------------------------------------------------------- | ------------------- |
| Offline Dexterity / Street Light Chronicle                                        | 2010  | —         | —         | —         | —         | —         | —         | —         | —         | —         | —         | —         | —         |                                                                       |                     |
| Carnival / I Love... That You Know                                                | 2011  | —         | —         | —         | —         | —         | —         | —         | —         | —         | —         | —         | —         |                                                                       |                     |
| Tenderly / Flow                                                                   | 2012  | —         | —         | —         | —         | —         | —         | —         | —         | —         | —         | —         | —         |                                                                       |                     |
| Boiling (featuring Sinéad Harnett)                                                | 2012  | —         | —         | —         | —         | —         | —         | —         | —         | —         | —         | —         | —         |                                                                       | The Face            |
| Latch (featuring Sam Smith)                                                       | 2012  | 11        | 22        | 47        | 22        | —         | 6         | 7         | 1         | 8         | 35        | 60        | —         | - BPI: 2× Platine - ARIA: Platine - MC: 2× Platine - RIAA: 3× Platine | Settle              |
| White Noise (featuring AlunaGeorge)                                               | 2013  | 2         | 10        | —         | 19        | —         | —         | —         | —         | —         | 51        | —         | —         | - BPI: 2x Platine                                                     | Settle              |
| You & Me (featuring Eliza Doolittle)                                              | 2013  | 10        | 27        | —         | —         | 41        | —         | —         | 19        | 2         | —         | —         | 56        | - BPI: Platine - ARIA: 3x Platine                                     | Settle              |
| When a Fire Starts to Burn                                                        | 2013  | —         | —         | —         | —         | —         | —         | —         | —         | 183       | —         | —         | —         | - BPI: Argent - ARIA: Platine                                         | Settle              |
| F for You (solo ou featuring Mary J. Blige)                                       | 2013  | 20        | 25        | —         | —         | —         | —         | —         | 37        | —         | 46        | —         | —         | - BPI: Argent                                                         | Settle              |
| Help Me Lose My Mind (featuring London Grammar)                                   | 2013  | 56        | 72        | —         | —         | —         | —         | —         | 49        | —         | 97        | —         | —         | - BPI: Argent                                                         | Settle              |
| Voices (featuring Sasha Keable)                                                   | 2013  | —         | —         | —         | —         | —         | —         | —         | —         | —         | —         | —         | —         |                                                                       | Settle              |
| Together (avec Sam Smith & Nile Rodgers & Jimmy Nape)                             | 2013  | 56        | 72        | —         | —         | —         | —         | —         | 49        | —         | 97        | —         | —         |                                                                       | Settle: The Remixes |
| Apollo                                                                            | 2014  | —         | —         | —         | —         | —         | —         | —         | —         | —         | —         | —         | —         |                                                                       | Settle: The Remixes |
| The Mechanism (avec Friend Within)                                                | 2014  | —         | —         | —         | —         | —         | —         | —         | —         | —         | —         | —         | —         |                                                                       |                     |
| Bang That                                                                         | 2015  | 50        | —         | —         | —         | —         | —         | —         | —         | —         | —         | —         | —         |                                                                       |                     |
| Holding On (featuring Gregory Porter)                                             | 2015  | 46        | 9         | —         | —         | —         | 34        | —         | —         | 50        | —         | 67        | —         | - BPI: Argent                                                         | Caracal             |
| Omen (featuring Sam Smith)                                                        | 2015  | 13        | 12        | 29        | —         | —         | 43        | 64        | 5         | 66        | 29        | 27        | 50        | - BPI: Platine - RIAA: Or                                             | Caracal             |
| Jaded                                                                             | 2015  | 87        | —         | —         | —         | —         | —         | —         | —         | —         | —         | —         | —         |                                                                       | Caracal             |
| Willing and Able (featuring Kwabs)                                                | 2015  | 70        | —         | —         | —         | —         | —         | —         | 22        | 116       | —         | —         | —         |                                                                       | Caracal             |
| Hourglass (featuring Lion Babe)                                                   | 2015  | —         | —         | —         | —         | —         | —         | —         | —         | 148       | —         | —         | —         |                                                                       | Caracal             |
| Magnets (featuring Lorde)                                                         | 2015  | 71        | 63        | 14        | 33        | —         | 58        | —         | 8         | 87        | 64        | 74        | —         | - BPI: Argent - ARIA: Platine - RMNZ: Platine                         | Caracal             |
| Nocturnal (featuring The Weeknd)                                                  | 2016  | —         | —         | —         | —         | —         | —         | —         | 16        | 179       | —         | —         | —         |                                                                       | Caracal             |
| Moog for Love (avec Eats Everything)                                              | 2016  | —         | —         | —         | —         | —         | —         | —         | —         | —         | —         | —         | —         |                                                                       | Moog for Love EP    |
| Ultimatum (featuring Fatoumata Diawara)                                           | 2018  | —         | —         | —         | —         | —         | —         | —         | 35        | 149       | —         | —         | —         |                                                                       | Les Voix Du Sahel   |
| Moonlight                                                                         | 2018  | —         | —         | —         | —         | —         | —         | —         | 45        | —         | —         | —         | —         |                                                                       | Moonlight EP        |
| Where Angels Fear to Tread                                                        | 2018  | —         | —         | —         | —         | —         | —         | —         | 39        | —         | —         | —         | —         |                                                                       | Moonlight EP        |
| Love Can Be So Hard                                                               | 2018  | —         | —         | —         | —         | —         | —         | —         | —         | —         | —         | —         | —         |                                                                       | Moonlight EP        |
| Funky Sensation (featuring Gwen McCrae)                                           | 2018  | —         | —         | —         | —         | —         | —         | —         | —         | —         | —         | —         | —         |                                                                       | Moonlight EP        |
| Where You Come From                                                               | 2018  | —         | —         | —         | —         | —         | —         | —         | —         | —         | —         | —         | —         |                                                                       | Moonlight EP        |
| Know Your Worth (avec Khalid)                                                     | 2020  | 27        | 90        | 31        | —         | —         | 46        | 57        | —         | —         | 25        | 28        | 51        | - BPI: Platine - ARIA: Platine - RMNZ: Or                             | Energy (Deluxe)     |
| Ecstasy                                                                           | 2020  | —         | —         | —         | —         | —         | —         | —         | 34        | —         | —         | —         | —         |                                                                       | Energy (Deluxe)     |
| Tondo (avec Eko Roosevelt)                                                        | 2020  | —         | —         | —         | —         | —         | —         | —         | 22        | —         | —         | —         | —         |                                                                       | Energy (Deluxe)     |
| Expressing What Matters                                                           | 2020  | —         | —         | —         | —         | —         | —         | —         | 46        | —         | —         | —         | —         |                                                                       | Energy (Deluxe)     |
| Etran (avec Etran Finatawa)                                                       | 2020  | —         | —         | —         | —         | —         | —         | —         | —         | —         | —         | —         | —         |                                                                       | Energy (Deluxe)     |
| My High (avec Aminé & Slowthai)                                                   | 2020  | 86        | —         | —         | —         | —         | —         | —         | 43        | —         | —         | —         | —         |                                                                       | Energy              |
| Energy                                                                            | 2020  | —         | —         | —         | —         | —         | —         | —         | 24        | —         | —         | —         | —         |                                                                       | Energy              |
| Douha (Mali Mali) (avec Fatoumata Diawara)                                        | 2020  | 83        | —         | —         | —         | —         | —         | —         | 25        | —         | —         | —         | —         |                                                                       | Energy              |
| Birthday (avec Kehlani & Syd)                                                     | 2020  | 81        | —         | —         | —         | —         | —         | —         | 12        | —         | —         | —         | —         |                                                                       | Energy              |
| Watch Your Step (avec Kelis)                                                      | 2020  | —         | —         | —         | —         | —         | —         | —         | 34        | —         | —         | —         | —         |                                                                       | Energy              |
| In My Arms                                                                        | 2021  | —         | —         | —         | —         | —         | —         | —         | —         | —         | —         | —         | —         |                                                                       | Never Enough EP     |
| Happening                                                                         | 2021  | —         | —         | —         | —         | —         | —         | —         | —         | —         | —         | —         | —         |                                                                       | Never Enough EP     |
| Seduction                                                                         | 2021  | —         | —         | —         | —         | —         | —         | —         | —         | —         | —         | —         | —         |                                                                       | Never Enough EP     |
| You've Got to Let Go If You Want to Be Free (avec Zedd)                           | 2022  | —         | —         | —         | —         | —         | —         | —         | —         | —         | —         | —         | —         |                                                                       | DEP11               |
| Waterfall (avec Raye)                                                             | 2022  | 67        | —         | —         | —         | —         | —         | —         | 25        | —         | —         | —         | —         |                                                                       | DEP11               |
| "—" denotes a recording that did not chart or was not released in that territory. |       |           |           |           |           |           |           |           |           |           |           |           |           |                                                                       |                     |

## Remixes
- 2010 : Everything Everything - Photoshop Handsome (Disclosure Remix)
- 2011 : Crystal Fighters - At Home (Disclosure Remix)
- 2011 : Jess Mills - Live for What I'd Die For (Disclosure Remix)
- 2011 : Jack Dixon - Coconuts (Disclosure Remix)
- 2011 : Q-Tip - Work It Out (Disclosure Booty Call Edit)
- 2011 : Emeli Sandé featuring Naughty Boy - Daddy (Disclosure Remix)
- 2012 : Jessie Ware - Running (Disclosure Remix / Dub / VIP Remix)
- 2012 : Azari & III - Manic (Disclosure Remix)
- 2012 : Disclosure - What's In Your Head (Disclosure VIP Remix)
- 2012 : Janet Jackson & Nelly - Call on Me (Disclosure Bootleg)
- 2012 : Ralphi Rosario featuring Xavier Gold - You Used to Hold Me (Disclosure Remix)
- 2012 : Artful Dodger featuring Lifford - Please Don't Turn Me On (Disclosure Remix)
- 2013 : Artful Dodger featuring Zoe Kypri - No I Turn You On (Disclosure Remix)
- 2013 : Duke Dumont featuring A*M*E - Need U (100%) (Disclosure Remix)
- 2014 : Lorde - Royals (Disclosure Live Edit)
- 2014 : Usher - Good Kisser (Disclosure Remix)
- 2014 : Pharrell Williams featuring Jay-Z - Frontin' (Disclosure Rework)
- 2015 : Disclosure featuring Lorde - Magnets (Disclosure VIP Remix)
- 2016 : Disclosure featuring The Weeknd - Nocturnal (Disclosure VIP Remix)
- 2016 : Flume featuring Kai - Never Be Like You (Disclosure Remix)
- 2019 : Khalid - Talk (Disclosure VIP Remix)
- 2020 : Disclosure & Kehlani & Syd - Birthday (Disclosure VIP Remix)
- 2022 : Disclosure & Kelis - Watch Your Step (Disclosure VIP Remix)
- 2021 : Doja Cat - Streets (Disclosure Remix)
- 2022 : Omah Lay & Justin Bieber - Attention (Disclosure Remix)
- 2022 : Sam Smith & Kim Petras - Unholy (Disclosure Remix)